# Schizochirus insolens
Schizochirus insolens är en fiskart som beskrevs av Waite, 1904. Schizochirus insolens ingår i släktet Schizochirus och familjen Creediidae. Inga underarter finns listade i Catalogue of Life.